# 袁擯
袁擯（1473年—？），字接之，山東濟南府德州人，民籍，明朝政治人物。

## 生平
弘治八年（1495年）乙卯科山東鄉試第五名舉人。弘治十八年（1505年）中式乙丑科會試第一百四十二名，二甲第八十七名進士。授大理寺评事，升寺正，历官南阳府知府，正德十四年（1519年）五月升山西按察司副使，历陕西按察使，嘉靖四年（1525年）六月升江西右布政使，歷官方伯，第宅無地，轉應天府府尹，会推推都察院右副都御使、巡抚陕西，未任，十八年閏七月被革職閑住。

## 家族
曾祖袁清；祖父袁福；父袁通，貢士。母鍾氏。慈侍下。